# Royal Gold Medal
Die Royal Gold Medal ist ein jährlich vergebener Architekturpreis, den das Royal Institute of British Architects (RIBA) im Namen des britischen Monarchen verleiht. Mit der Medaille werden einzelne Personen oder Gruppen geehrt, deren bisheriges Lebenswerk einen wesentlichen Beitrag zur internationalen Architektur darstellt. Die Auszeichnung wird nicht für Einzelgebäude vergeben.
War Charles Robert Cockerell, der erste Preisträger 1848, wohl ein Brite, so wird bereits mit der zweiten Verleihung 1849 an den Italiener Luigi Canina der internationalen Ausrichtung Ausdruck verliehen. Unter den Empfängern finden sich einige der einflussreichsten Architekten des 19. und 20. Jahrhunderts wie Eugène Viollet-le-Duc (1864), Frank Lloyd Wright (1941), Le Corbusier (1953), Walter Gropius (1956), Ludwig Mies van der Rohe (1959) und Buckminster Fuller (1968). Als erste Frau erhielt Patricia Hopkins 1994 mit ihrem Mann Michael Hopkins diese Auszeichnung, danach erst wieder im Jahre 2015 Sheila O’Donnell gemeinsam mit ihrem Mann John Tuomey. Die erste einzelne Preisträgerin war im darauffolgenden Jahr Zaha Hadid.
Über Architekten hinaus werden auch andere Personen ausgezeichnet, die sich um die Architektur verdient gemacht haben. So wird die Leistung von Ingenieuren wie Ove Arup (1966) und Peter Rice (1992) anerkannt, deren Expertise Schlüsselbauten des 20. Jahrhunderts weltweit ermöglichte. Auch Architekturschriftsteller werden mehrfach bedacht, sowohl Gelehrte und Historiker wie Rev Robert Willis (1862), Sir Nikolaus Pevsner (1967) und Sir John Summerson (1976) als auch Theoretiker wie Lewis Mumford (1961) und Colin Rowe (1995). In ähnlicher Weise fiel der Preis auch Archäologen zu, deren Forschung das Wissen um die antike Architektur wesentlich bereicherte; hierzu zählen Sir Austen Henry Layard (1868), Karl Richard Lepsius (1869), Melchior de Vogüé (1879), Heinrich Schliemann (1885), Rodolfo Lanciani (1900) und Sir Arthur Evans (1909). Mit Lord Leighton (1894) und Sir Lawrence Alma-Tadema (1906) werden auch Maler ausgezeichnet. 1999 geht die Medaille zum bisher einzigen Mal nicht an spezifische Personen, sondern an die Stadt Barcelona.

## Liste der Preisträger
- 2024: Lesley Lokko[1]
- 2023: Yasmeen Lari[2][3]
- 2022: Balkrishna Doshi
- 2021: David Adjaye
- 2020: Yvonne Farrell und Shelley McNamara
- 2019: Nicholas Grimshaw
- 2018: Neave Brown
- 2017: Paulo Mendes da Rocha
- 2016: Zaha Hadid
- 2015: O’Donnell + Tuomey
- 2014: Joseph Rykwert
- 2013: Peter Zumthor
- 2012: Herman Hertzberger
- 2011: David Chipperfield
- 2010: Ieoh Ming Pei
- 2009: Álvaro Siza Vieira
- 2008: Edward Cullinan
- 2007: Herzog & de Meuron
- 2006: Toyo Ito
- 2005: Frei Otto
- 2004: Rem Koolhaas
- 2003: Rafael Moneo
- 2002: Archigram
- 2001: Jean Nouvel
- 2000: Frank Gehry
- 1999: Barcelona
- 1998: Oscar Niemeyer
- 1997: Tadao Ando
- 1996: Harry Seidler
- 1995: Colin Rowe
- 1994: Michael und Patricia Hopkins
- 1993: Giancarlo De Carlo
- 1992: Peter Rice
- 1991: Colin Stansfield Smith
- 1990: Aldo van Eyck
- 1989: Renzo Piano
- 1988: Richard Meier
- 1987: Ralph Erskine
- 1986: Arata Isozaki
- 1985: Richard Rogers
- 1984: Charles Correa
- 1983: Norman Foster
- 1982: Berthold Lubetkin
- 1981: Philip Dowson
- 1980: James Stirling
- 1979: Charles und Ray Eames
- 1978: Jørn Utzon
- 1977: Denys Lasdun
- 1976: John Summerson
- 1975: Michael Scott
- 1974: Philip Powell und Hidalgo Moya
- 1973: Leslie Martin
- 1972: Louis I. Kahn
- 1971: Hubert de Cronin Hastings
- 1970: Robert Matthew
- 1969: Jack Coia
- 1968: Buckminster Fuller
- 1967: Nikolaus Pevsner
- 1966: Ove Arup
- 1965: Kenzō Tange
- 1964: Edwin Maxwell Fry
- 1963: William Holford
- 1962: Sven Markelius
- 1961: Lewis Mumford
- 1960: Pier Luigi Nervi
- 1959: Ludwig Mies van der Rohe
- 1958: Robert Schofield Morris
- 1957: Alvar Aalto
- 1956: Walter Gropius
- 1955: John Murray Easton
- 1954: Arthur George Stephenson
- 1953: Le Corbusier
- 1952: George Grey Wornum
- 1951: Emanuel Vincent Harris
- 1950: Eliel Saarinen
- 1949: Howard Robertson
- 1948: Auguste Perret
- 1947: Albert Edward Richardson
- 1946: Patrick Abercrombie
- 1945: Victor Vesnin
- 1944: Edward Maufe
- 1943: Charles Herbert Reilly
- 1942: William Curtis Green
- 1941: Frank Lloyd Wright
- 1940: Charles Voysey
- 1939: Percy Thomas
- 1938: Ivar Tengbom
- 1937: Raymond Unwin
- 1936: Charles Holden
- 1935: Willem Marinus Dudok
- 1934: Henry Vaughan Lanchester
- 1933: Charles Reed Peers
- 1932: Hendrik Petrus Berlage
- 1931: Edwin Cooper
- 1930: Percy Worthington
- 1929: Victor Laloux
- 1928: Guy Dawber
- 1927: Herbert Baker
- 1926: Ragnar Östberg
- 1925: Giles Gilbert Scott
- 1924: nicht verliehen
- 1923: John James Burnet
- 1922: Thomas S. Hastings
- 1921: Edwin Lutyens
- 1920: Charles Girault
- 1919: Leonard Stokes
- 1918: Ernest Newton
- 1917: Henri Paul Nénot
- 1916: Robert Rowand Anderson
- 1915: Frank Darling
- 1914: Jean-Louis Pascal
- 1913: Reginald Blomfield
- 1912: Basil Champneys
- 1911: Wilhelm Dörpfeld
- 1910: Thomas Graham Jackson
- 1909: Arthur Evans
- 1908: Honoré Daumet
- 1907: John Belcher
- 1906: Lawrence Alma-Tadema
- 1905: Aston Webb
- 1904: Auguste Choisy
- 1903: Charles Follen McKim
- 1902: Thomas Edward Collcutt
- 1901: nicht verliehen
- 1900: Rodolfo Lanciani
- 1899: George Frederick Bodley
- 1898: George Aitchison
- 1897: Pierre Cuypers
- 1896: Ernest George
- 1895: James Brooks
- 1894: Frederic Leighton
- 1893: Richard Morris Hunt
- 1892: César Daly
- 1891: Arthur Blomfield
- 1890: John Gibson
- 1889: Charles Thomas Newton
- 1888: Theophil von Hansen
- 1887: Ewan Christian
- 1886: Charles Garnier
- 1885: Heinrich Schliemann
- 1884: William Butterfield
- 1883: Francus Penrose
- 1882: Heinrich von Ferstel
- 1881: George Godwin
- 1880: John Loughborough Pearson
- 1879: Melchior de Vogüé
- 1878: Alfred Waterhouse
- 1877: Charles Barry
- 1876: Joseph-Louis Duc
- 1875: Edmund Sharpe
- 1874: George Edmund Street
- 1873: Thomas Henry Wyatt
- 1872: Friedrich von Schmidt
- 1871: James Fergusson
- 1870: Benjamin Ferrey
- 1869: Karl Richard Lepsius
- 1868: Austen Henry Layard
- 1867: Charles Texier
- 1866: Matthew Digby Wyatt
- 1865: James Pennethorne
- 1864: Eugène Viollet-le-Duc
- 1863: Anthony Salvin
- 1862: Robert Willis
- 1861: Jean-Baptiste Lesueur
- 1860: Sydney Smirke
- 1859: George Gilbert Scott
- 1858: Friedrich August Stüler
- 1857: Owen Jones
- 1856: William Tite
- 1855: Jacques Ignace Hittorff
- 1854: Philip Hardwick
- 1853: Robert Smirke
- 1852: Leo von Klenze
- 1851: Thomas Leverton Donaldson
- 1850: Charles Barry
- 1849: Luigi Canina
- 1848: Charles Robert Cockerell

Quelle (soweit nicht anders angegeben): 1848–2008, 2009–2019